# 蜂蜡
蜂蜡（英語：Beeswax），也叫蜜蠟、黃蠟，是蜜蜂工蜂分泌的蜡。蜜蜂用蜂蜡在蜂巢裡建分隔的房间，用来育幼或储存花粉。

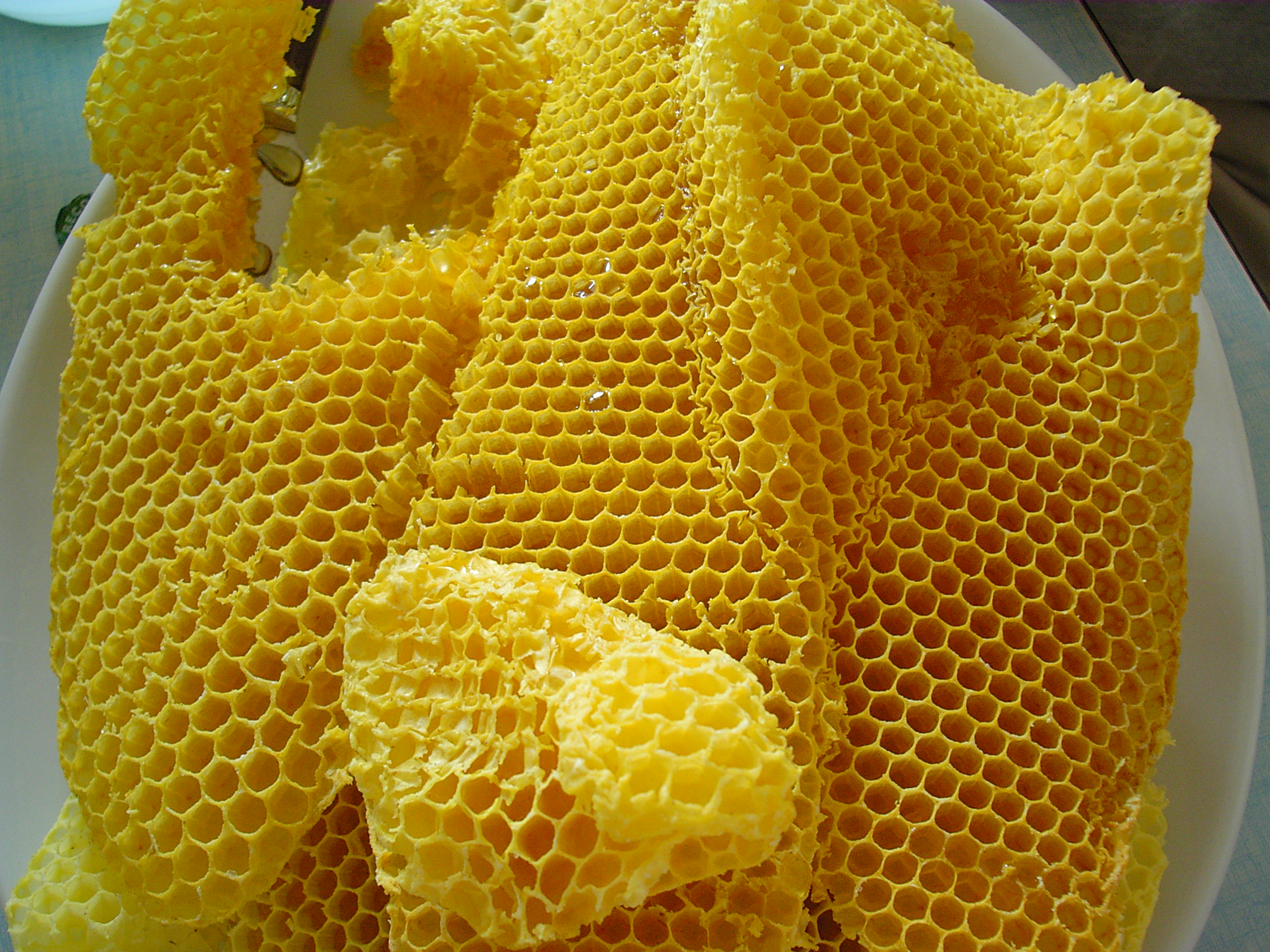
蜂蜡

## 来源

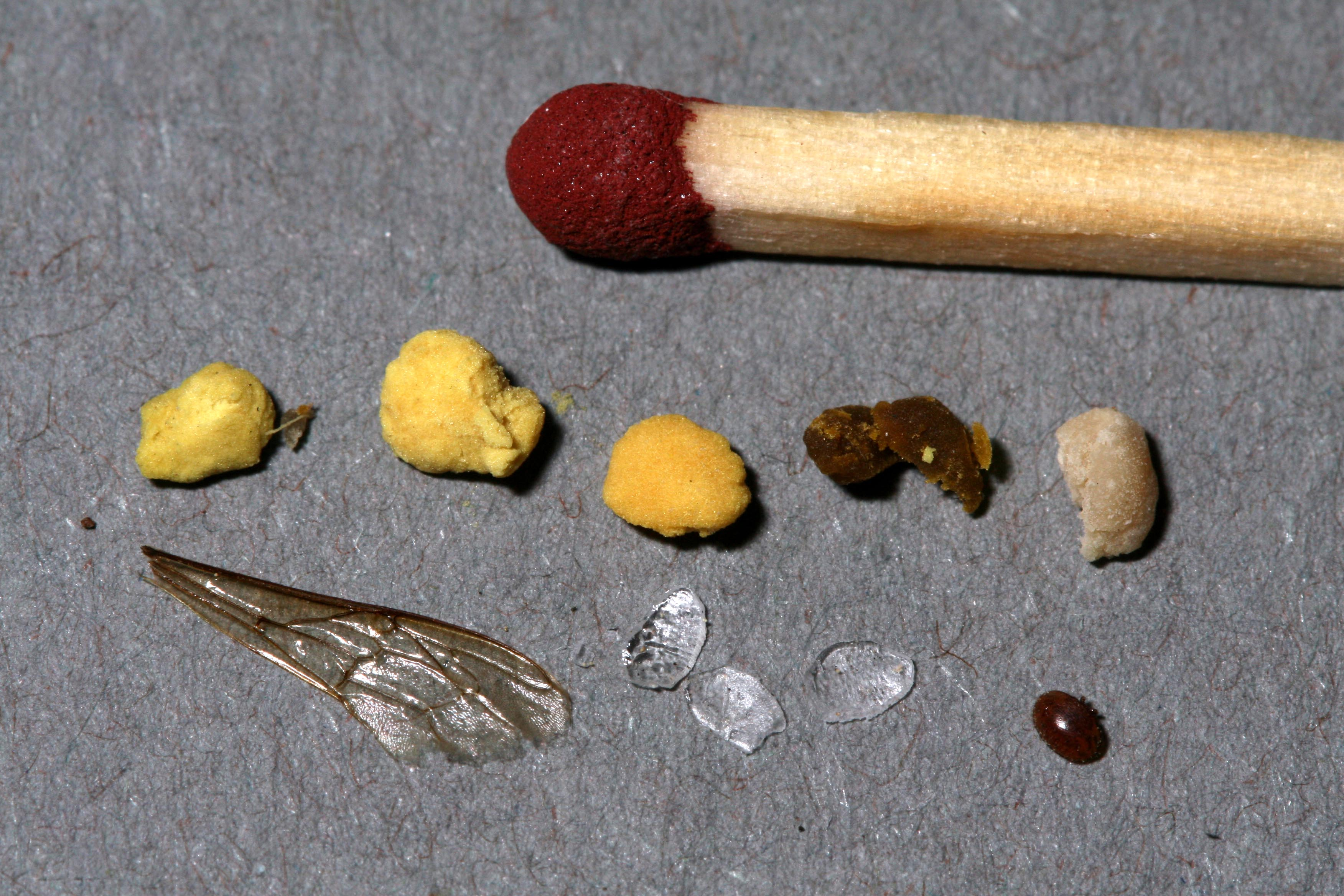
新鲜蜂蜡（下中）与火柴（上）、花粉球（中）、及蜜蜂翅膀（下左）的尺寸对比

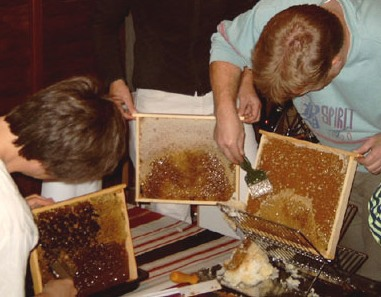
养蜂人正在将蜂蜡刮下

## 属性及成分
| 成分                           | 含量 |
| 烃类                           | 14%  |
| 单酯（monoesters）             | 35%  |
| 二酯（diesters）               | 14%  |
| 三酯（triesters）              | 3%   |
| 羟基酯（hydroxy monoesters）   | 4%   |
| 羟基聚酯（hydroxy polyesters） | 8%   |
| 酯酸（acid esters）            | 1%   |
| 聚酯酸（acid polyesters）      | 2%   |
| 脂肪酸（fatty acids）          | 12%  |
| 脂肪醇（fatty alcohols）       | 1%   |
| 不明                           | 6%   |

蜂蜡的大致化学分子式为：C15H31COOC30H61。其主要成分是棕榈酸（palmitate）、棕榈油酸（palmitoleate）、羟基棕榈酸（hydroxypalmitate）及长链脂肪醇类。

蜂蜡的熔点在62至64摄氏度之间。当加热到85摄氏度以上时蜂蜡开始变色。蜂蜡的闪点为204.4摄氏度。在15摄氏度的环境下其密度为0.958至0.970克/厘米3。

## 用途

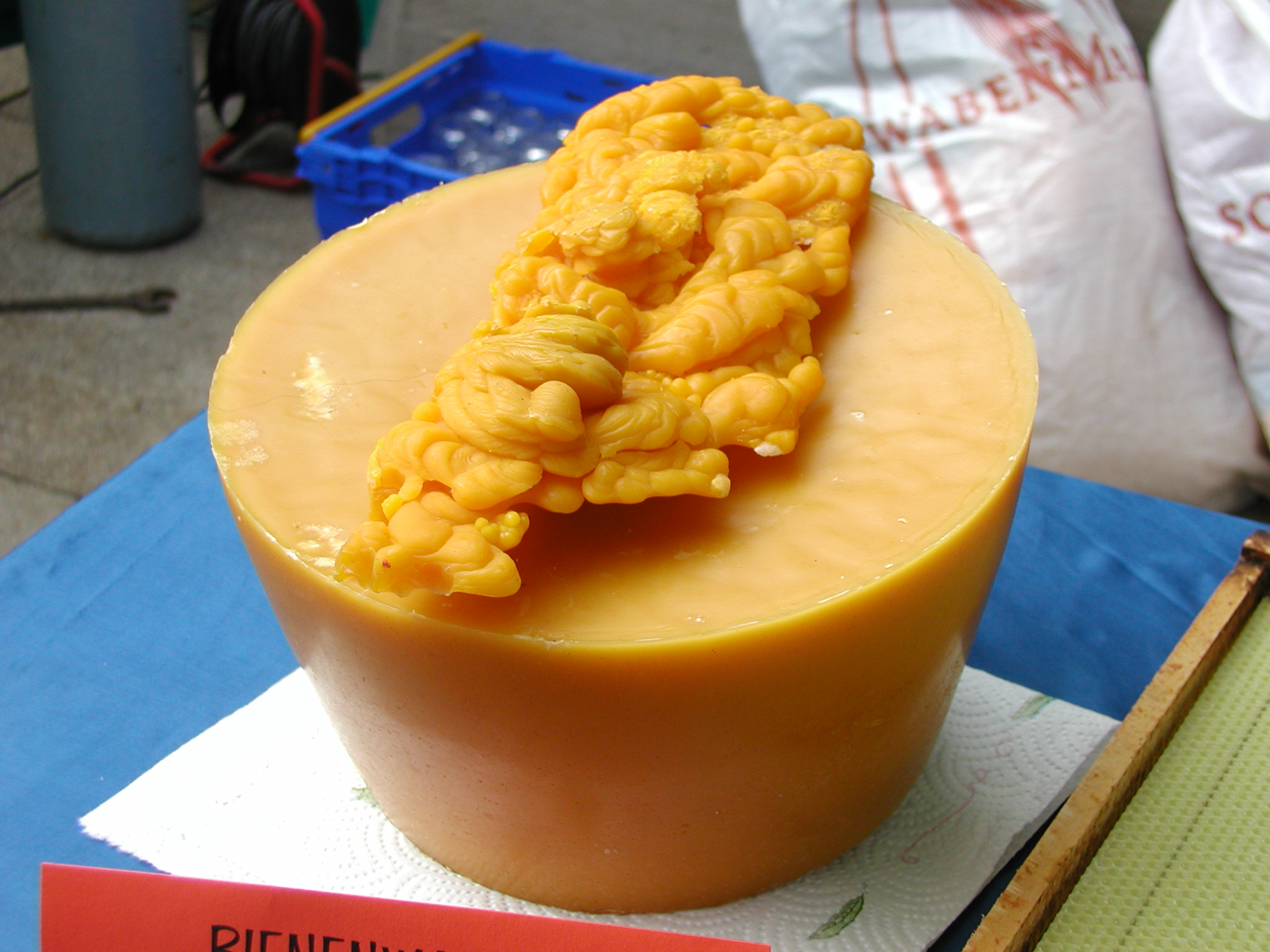
蜂蜡塊

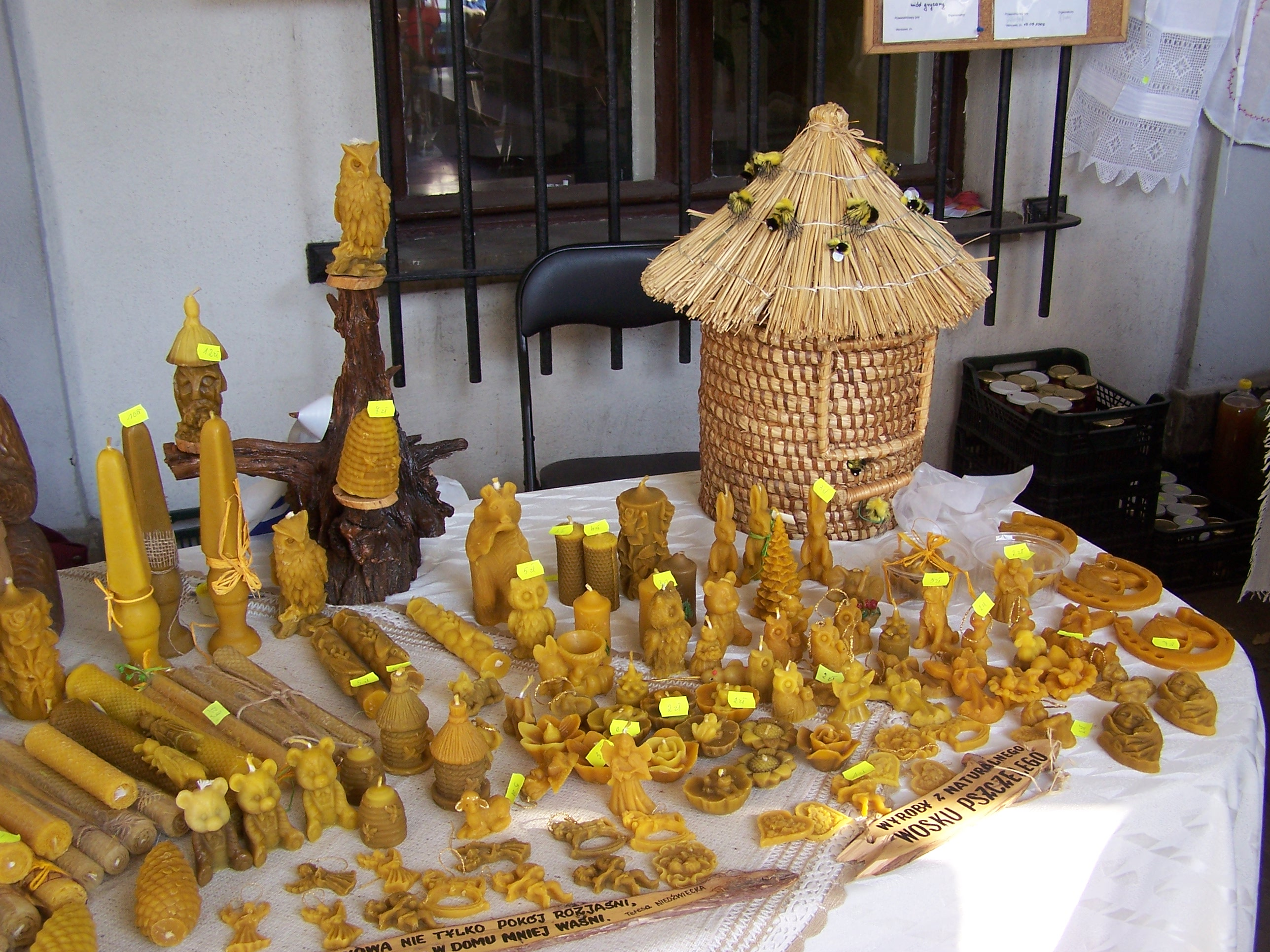
蜂蜡蜡烛与工艺品

- 食品：蜂蠟無色無味，質地稍韌、較難咬斷
  - 蜡瓶糖：蜂蜡用于糖果外壳，不可吞咽[1]
- 蜡烛
- 食品添加剂，编号E901（上光剂）
- 发蜡、鞋油、木蜡、模型蜡等的成分
- 蜡染
- 蜂蜡布

### 中药
蜂蜡，是一味中药，味甘、淡，性平，归脾、胃、大肠经，有养脾胃，润肺腑，止泄痢之功效。